# Sibratsgfäll
Sibratsgfäll è un comune austriaco di 395 abitanti nel distretto di Bregenz, nel Vorarlberg.